# فرانکلن، کبک
فرانکلن (به فرانسوی: Franquelin) شهری در منطقه شهری مانیکواگان ناحیه کوت-نور در استان کبک کانادا است. در سرشماری سال ۲۰۱۱ این شهر ۳۴۱ نفر جمعیت داشته‌است و مساحت آن ۵۲۹٫۸۴ کیلومتر مربع است.